# سيموني بيبي
 سيموني بيبي  (بالإيطالية: Simone Pepe)‏، من مواليد 03 أغسطس 1983 في ألبانو لاتسيالي في إيطاليا، لاعب كرة قدم إيطالي.
بدأ مسيرته الكروية مع نادي روما الإيطالي ثم انتقل إلى نادي باليرمو عام 2003، وفي عام 2005انتقل إلى أودينيزي حتى عام 2010 حيث انتقل اللاعب إلى نادي يوفنتوس ولا يزال يلعب معهم حتى الآن. و حصل معهم على بطولتى دورى وبطولة كأس وبطولة كأس السوبر الايطالى
و قد بدأ باللعب مع [منتخب إيطاليا لكرة القدم] في عام 2008.

## روابط خارجية
- سيموني بيبي على موقع الاتحاد الدولي (مؤرشف)  (الإنجليزية)
- سيموني بيبي على موقع الاتحاد الأوربي (الإنجليزية)
- سيموني بيبي على موقع قاعدة بيانات كرة القدم.إي يو (الإنجليزية)
- سيموني بيبي على موقع بيانات كرة القدم. دي إي (الألمانية)
- سيموني بيبي على موقع ناشيونال فوتبول تيمز (الإنجليزية)
- سيموني بيبي على موقع Soccerbase.com (لاعب) (الإنجليزية)
- سيموني بيبي على موقع Soccerway.com (الإنجليزية)
- سيموني بيبي على موقع عالم كرة القدم.نت (الإنجليزية)
- سيموني بيبي على موقع كووورة
- سيموني بيبي على موقع AS.com (الإسبانية)